# Carl Klieneberger
Joseph Carl Klieneberger (* 25. April 1876 in Frankfurt am Main; † 30. September 1938 in Zittau) war ein deutscher Arzt und Internist jüdischer Abstammung.

## Leben
In seinem Elternhaus spielte die jüdische Religion keine bedeutende Rolle. Seine Eltern waren aus der jüdischen Gemeinde ausgetreten, sahen sich selbst als freireligiös und strebten eine Assimilation in die deutsche Gesellschaft an. Carl Klieneberger war nach einem Medizinstudium, das er an den Universitäten Straßburg, Berlin und Kiel absolvierte und 1899 in Kiel mit der Promotion abschloss, zunächst als Assistenzarzt in der Bezirksirrenanstalt Stephansfeld im Elsass tätig. In den Jahren 1900/1901 diente er als Armeearzt, anschließend wirkte er als Assistenzarzt in Elberfeld, Frankfurt am Main sowie in Königsberg, wo er 1906 für das Fach innere Medizin habilitiert wurde.
Ab 1912 war er außerordentlicher Professor in Königsberg, im selben Jahr wurde er Direktor des Stadtkrankenhauses in Zittau und Chefarzt von dessen internistischer Abteilung. Diese Position musste er 1933 nach einer antisemitischen Hetzkampagne aufgeben. Seine Schwester Emmy Klieneberger, die als Bakteriologin in Frankfurt am Main arbeitete, emigrierte im selben Jahr nach London. Carl Klieneberger wurde auf der Grundlage des Gesetzes zur Wiederherstellung des Berufsbeamtentums aus seiner Position am Krankenhaus entlassen und war in den folgenden Jahren, in denen er sich weiterer Diskriminierung ausgesetzt sah, in einer privaten Praxis tätig. Als ihm zum 1. Oktober 1938 die Approbation aberkannt werden sollte, nahm er sich am 30. September desselben Jahres das Leben.

## Ehrungen

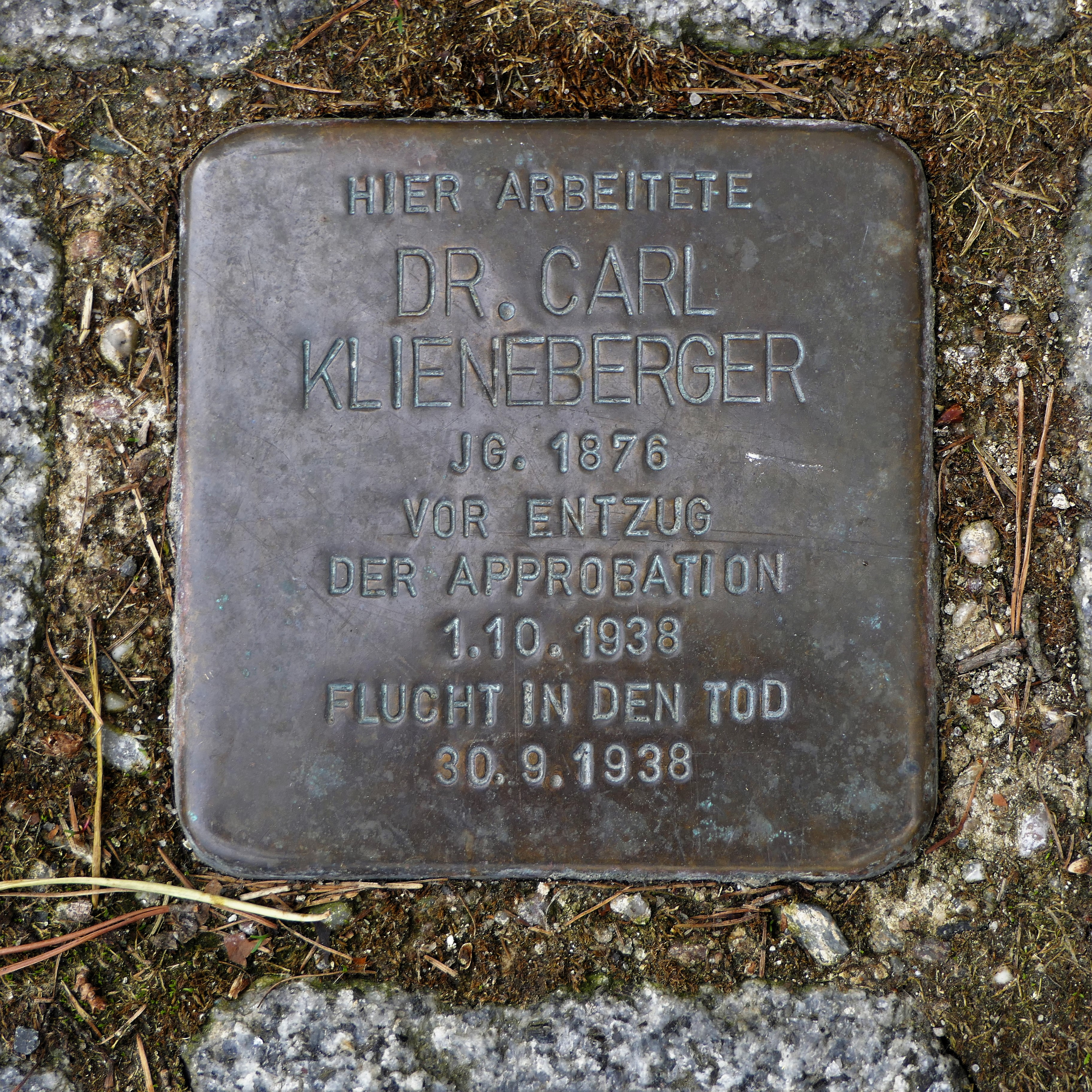
Stolperstein für Carl Klieneberger auf dem Campus des Klinikums

- Ihm zum Gedenken trägt der Klieneberger-Platz in Zittau seinen Namen.
- Am 12. September 2014 verlegte der Künstler Gunter Demnig vor dem Haupteingang auf dem Gelände des Zittauer Krankenhauses zum Gedenken an Carl Klieneberger einen Stolperstein.[1] Im Anmeldebereich befindet sich zudem eine ausführliche Dauerausstellung zum Leben und Wirken des einstigen Klinikleiters, die 2014 im Rahmen der feierlichen Stolpersteinverlegung eröffnet wurde.

## Werke (Auswahl)
- Die Diagnose des Carcinoma ventriculi. Leipzig 1912
- Die Blutmorphologie der Laboratoriumstiere: Neue morphologische und anatomische Untersuchungen und Anhangs-Untersuchungen normaler Physiologie. Leipzig 1927